# Knøsen
Knøsen är en kulle i Danmark.   Den ligger i Dronninglund Storskov i Brønderslevs kommun, Region Nordjylland, 220 km nordväst om Köpenhamn. Toppen på Knøsen är 136 meter över havet. Den ingår i Jyske Ås. Närmaste större samhälle är Dronninglund, 4 km söder om Knøsen. Trakten runt Knøsen består till största delen av jordbruksmark.